# イルクストン・タウンFC
イルクストン・タウン・フットボールクラブ（Ilkeston Town Football Club）はイングランド、ダービーシャー、イルウォッシュ内、イルクストンを本拠地とするサッカークラブチームである。2010-2011シーズンはフットボールカンファレンス・ノースディヴィジョン（6部相当）に所属するも、クラブは破産しリーグから追放された。

## タイトル

### 国内タイトル
- なし

### 国際タイトル
- なし